# Didymella hebridensis
Didymella hebridensis är en svampart som beskrevs av Dennis 1975. Didymella hebridensis ingår i släktet Didymella, ordningen Pleosporales, klassen Dothideomycetes, divisionen sporsäcksvampar och riket svampar.   Inga underarter finns listade i Catalogue of Life.